# Bo Carter
Armenter "Bo Carter" Chatmon (Misisipi, 30 de junio de 1893 - Memphis, Tennessee, 21 de septiembre de 1964) fue un famoso músico de blues. Fue miembro del grupo 'Mississippi Sheiks', realizando con el mismo actuaciones en directo y algunas grabaciones. Carter llegó a ser el líder de este grupo, el cual incluía a su hermano Lonnie Chatmon ('fiddle') y, ocasionalmente, Sam Chatmon (bajo) y Walter Vincson (voces y guitarra).
Desde la década de 1960, Carter fue más conocido por sus grabaciones de temática erótica como "Banana in Your Fruit Basket", "Pin in Your Cushion", "Your Biscuits Are Big Enough for Me" y "My Pencil Won't Write No More"; sin embargo, sus composiciones musicales no trataban únicamente de esta temática. En 1928 Carter grabó la versión original del tema "Corrine Corrina" el cual se convertiría posteriormente en un éxito de Big Joe Turner siendo versionado más adelante en varios estilos musicales.

## Biografía
Carter y sus hermanos aprendieron música inicialmente de su padre, el ex esclavo Henderson Chatmon, en su casa enclavada en una plantación entre Bolton y Edwards (Misuri); su madre, Eliza, también cantaba y tocaba la guitarra. Bo Carter realizó su primera grabación en 1928, actuando como músico secundario del cantante Alec Johnson. Carter inició, al poco tiempo, su carrera en solitario convirtiéndose en una de las mayores referencias en grabaciones de blues de la década de 1930, con más de 100 grabaciones. También actuó y dirigió el grupo familiar, Mississippi Sheiks, encargándose de la administración del grupo (Carter solía beber menos que los demás componentes del grupo, estando mejor capacitado por ello para hacerse cargo de los negocios). 
Bo Carter y los Sheiks solían tocar para blancos, interpretando los éxitos pop de aquellos tiempos y música de baile para blancos (y para negros) utilizando para ello un repertorio 'bluesero'; Carter, a mediados de la década de 1930 sufrió de ceguera total, o parcial, asentándose en Glen Allan (Misuri) y, a pesar de sus problemas de visión, llegó a realizar tareas de granjero y siguió tocando música. Solía actuar, junto con sus hermanos, en espectáculos, fiestas, picnics y hoteles e incluso en la calle. Carter, en la década de 1940 se trasladó a Memphis realizando trabajos que no estaban relacionados con la música. Hacia 1950 o 1955 aparentemente estaba viviendo en Jackson (Misisipi) y seguía intentando tocar música. Realizó audiciones para la discográfica "Trumpet Records", pero la empresa se negó a distribuir discos de Carter destruyendo las cintas de las audiciones. En la década de 1960 Carter vivía en Memphis, siendo en ese momento cuando el investigador de blues británico  Paul Oliver le conoció y le entrevistó; las fotos que realizó Oliver y algunas de las transcripciones pueden encontrarse en su libro "Conversation With the Blues". 
Carter falleció de hemorragia cerebral en Memphis, el 21 de septiembre de 1964 en el Shelby County Hospital. La música de Carter comenzó a ser conocida tras la distribución de discos de vinilo, y posteriormente discos compactos, de la discográfica "Yazoo Records", incluyendo el disco recopilatorio "Banana In Your Fruit Basket" el cual presentaba una ilustración de un dibujante de cómics llamado R. Crumb, ilustración que era tan sugestiva como las letras de Carter. La selección de las canciones para ese recopilatorio hizo que muchas personas englobaran a Carter como un cantante de "fiestas". En las últimas décadas, Carter no ha obtenido el reconocimiento que sí obtuvieron otros músicos menos prolíficos como Robert Johnson; a pesar de ello, la música y las letras de Carter fueron más variadas, además de ser un maestro con la guitarra debido a las diferentes técnicas y afinaciones que utilizaba. Sus composiciones reflejan la influencia del 'fiddle' de su padre, el pop, el vaudeville, la música minstrel y el blues, todo ello mezclado a través de su talento creativo.